# Étienne-Charles de Loménie de Brienne
Étienne-Charles de Loménie de Brienne (París, 9 de octubre de 1727 - Sens, 19 de febrero de 1794), cardenal y estadista francés.

## Biografía
Nació en París, en el seno de una familia originaria de Limousin cuya genealogía se remonta al siglo XV. Después de unos estudios brillantes entra en las órdenes, una de las mejores maneras de alcanzar una alta posición social. En 1751 obtiene el doctorado en teología, aunque la ortodoxia de su tesis le acarrea algunos problemas. En 1752 es nombrado gran vicario del arzobispo de Ruan. Tras realizar una visita a Roma es consagrado como obispo de Condom (1760) y, en 1763 es transferido al arzobispado de Toulouse. Alrededor de 1763 emprende grandes reformas públicas que transformarán la ciudad. De 1766 a 1769 fue Abad de Mont Saint-Michel. Entre sus amigos más célebres se contaban: Turgot , André Morellet y Voltaire. En 1770 entra en la Academia francesa. Fue, tres veces, ponente en la Comisión de los Regulares de la Asamblea General del clero, interviniendo en los asuntos políticos y sociales: envió a Turgot algunas biografías de ciertos personajes de los cuales estudiaba las causas de su miseria que eran especialmente reseñables.
En 1787 es elegido presidente de la Asamblea de los notables y, como tal, rebate la política fiscal de Calonne, al que sucederá, con el apoyo de María Antonieta, como superintendente de finanzas el 1 de mayo de 1787. Una vez en el poder, consigue que el Parlamento apruebe unos decretos que establecen el librecambio en el interior del país, el establecimiento de asambleas provinciales y la remisión de las prestaciones personales, acerca del rechazo de los parlamentarios para aprobar los decretos sobre el timbre fiscal y el nuevo impuesto territorial general que él proponía, convence a Luis XVI para llevar a cabo una sesión solemne en la que se obligue al Parlamento a proceder a su aprobación. Con el fin de evitar que la oposición repruebe estas medidas, persuade al rey para que la envíe a Troyes (el 18 de agosto de 1787). Cuando obtiene el consentimiento de todos para que sean aprobados los impuestos directos de toda índole, la oposición vuelve a París. De nuevo intenta obligar al parlamento a aprobar un decreto por el que se autorice un préstamo de 120 de libras, pero este lo rechaza rotundamente. La lucha del parlamento contra la mala política de Brienne acaba el 8 de mayo: él acepta su propia abolición, pero con una cláusula restrictiva, que los Estados Generales fueran convocados a fin de poner remedio a los desórdenes del estado.
Brienne que, hacía tiempo, había sido nombrado arzobispo de Sens, se encuentra ahora enfrentado a una oposición casi general; se le obliga a disolver la Corte plenaria que había creado para reemplazar al parlamento y tiene que prometer la convocatoria de los Estados Generales; pero estas concesiones no son suficientes para que se mantenga en el poder, y el 25 de agosto de 1788 se retira. El 15 de diciembre es nombrado cardenal y vuelve a Italia donde pasa dos años. Al estallar la Revolución francesa regresa a Francia y presta juramento a la Constitución civil del clero en 1790 pasando a ser obispo constitucional de Yonne en 1791. Desautorizado por el papa en 1791 tiene que renunciar al birrete de cardenal por orden de Pío VI. Tanto por su conducta anterior, como por la presente, los revolucionarios le tildan de sospechoso y es arrestado el 9 de noviembre de 1793. Detenido en su domicilio, muere de un ataque de apoplejía.